# 第78回日本選手権競輪
第78回日本選手権競輪は、2024年4月30日から5月5日まで、いわき平競輪場にて開催された競輪のGI競走である。優勝賞金は8,900万円（副賞込み）。
令和6年能登半島地震を受け、被災地支援競走として実施。令和6年能登半島地震復興支援競輪 大阪・関西万博協賛 第78回日本選手権競輪の名称で開催された。

## 決勝戦

### 競走成績
- 5月5日（日・祝） 16:40 第11レース[5][6][7][8][9]
- 誘導員…櫻井正孝（宮城）[10][11]

| 着  | 番 | 選手名   | 齢 | 府県 | 期別 | 班 | 着差  | 上り | 決ま り手 | S/J H/B | 個人 状況      |
| --- | -- | -------- | -- | ---- | ---- | -- | ----- | ---- | --------- | ------- | -------------- |
| 1   | 2  | 平原康多 | 41 | 埼玉 | 87   | 1  |       | 11.3 | 差し      |         |                |
| 2   | 9  | 岩本俊介 | 40 | 千葉 | 94   | 1  | 3/4身 | 11.2 | 差し      |         |                |
| 3   | 1  | 古性優作 | 33 | 大阪 | 100  | S  | 1/2身 | 11.1 |           |         | 走注（斜行）   |
| 3.5 |    |          |    |      |      |    |       |      |           |         |                |
| 4   | 4  | 吉田拓矢 | 28 | 茨城 | 107  | 1  | 1/2輪 | 11.5 |           | B       |                |
| 5   | 7  | 武藤龍生 | 33 | 埼玉 | 98   | 1  | 1/2輪 | 11.3 |           | S       | 走注（押圧）   |
| 6   | 3  | 清水裕友 | 29 | 山口 | 105  | S  | 3/4身 | 11.1 |           |         |                |
| 7   | 6  | 諸橋愛   | 46 | 新潟 | 79   | 1  | 3/4身 | 11.4 |           |         | 事故入         |
| 8   | 5  | 山口拳矢 | 28 | 岐阜 | 117  | S  | 3/4輪 | 11.2 |           |         |                |
| 9   | 8  | 小林泰正 | 29 | 群馬 | 113  | 1  | 3/4身 | 11.5 |           | JH      | 重注（YL踏切） |

### 配当金額
| 2=6 | 2,220円 | (13) |

| 2=9 | 1,300円 | (19) |
| 1=2 | 390円   | (4)  |
| 1=9 | 640円   | (7)  |

| 2-6 | 4,890円 | (27) |

| 2=9 | 5,070円 | (19) |

| 1=2=9 | 4,440円 | (15) |

| 2-9 | 10,730円 | (40) |

| 2-9-1 | 53,440円 | (171) |

## 特記事項
- いわき平でのGI開催は、脇本雄太が制覇した一昨年の第76回日本選手権競輪以来で、同大会単独では、2年ぶり3回目（なお、次回は名古屋で開催される）。

- 本年より2013年の第66回大会以来11年ぶりに男子のみの開催に戻った[注 1]。また、2025年日本国際博覧会（大阪・関西万博）協賛レースとなった[15]。

- 今開催も賞金が前年に続き拡充され、優勝賞金も前回より300万円増額され過去最高の8,900万円（副賞含み）となった。

- 今大会のキャッチフレーズは「GET TO THE TOP !!」。大会アンバサ ダーは俳優でいわき市出身の武田玲奈[注 2]が務めた。武田は、最終日の5月5日に来場してサイクルコロシアム内特設ステージ（2センター真下）にてトークショーを行ったほか、表彰式（同じく特設ステージで実施）において優勝を飾った平原康多に花束贈呈を行った。平原は、最終日のイベントでミニライブを行った純烈による優勝者コールのあと敢闘門から登場し、バンクを歩きながらサイクルコロシアムに下りてステージに登場となった（退場はその逆）。

- 開催前検日の4月29日には前夜祭として（ダービーイブ）が行われた[注 3]。

- 初日の開会式での敢闘宣言は、地元・福島の高橋晋也が行った[16]。

- 今開催では、5月4日（準決勝開催日）に限り、抽選により40名を対象とした、東京駅付近といわき平競輪場との間を直行する無料送迎バスを特別に運行した[17]。

- 今開催では、バンクの内側にある1階部分を使って様々なイベントが行われた。最終日の優勝者表彰式は、2コーナー下に設けられた特設ステージで、大勢のファンを前にして行われた。優勝した平原は、敢闘門からバンク内を歩き、4コーナーにある階段を下りてステージに現れた。

- シリーズ全体での目標額は143億円[18]だったが、シリーズ六日間全体の総来場者は3万5376人[19]、総売上額は前年比107.0％増の152億5791万4200円[20]で目標を大きく上回った。なお、各日ごとの入場者数と売上額は、初日入場3,693人・売上18億3084万5100円[21]、2日目入場3,671人・売上24億8208万7100円[22]、3日目入場3,427人・売上24億3008万2400円[23]、4日目入場5,662人・売上24億5606万600円[24]、5日目入場7,378人・売上25億7503万6000円[25]、最終日入場11,645人[注 4]・売上34億8380万3000円[26]。決勝の売上額は14億7036万4000円であった[注 5]。

### 放送関係
- 地上波の決勝戦中継は「坂上忍の勝たせてあげたいTV 夢の"共宴"！武豊×競輪王者SP対談 第78回日本選手権競輪（GI）決勝戦」《日本テレビ系列全国ネット》[27][28][29]。なお、今回も直前に放送されたワールドレディスチャンピオンシップ サロンパスカップ[注 6]の最終日生中継との兼ね合いで、16:25 - 17:20の枠で放送された。この関係で、決勝戦の発走時間も16:40とされた。ゲストは高木菜那、解説は中野浩一、実況は橋本悠督が担当。また、今回は前回とは異なり自由視点映像（ボリュメトリックビデオ）は使用しなかった。

### 競走データ
- S級S班の9選手においては、4月26日に脇本雄太が負傷欠場となったため前年に続き全選手が揃うことはなかった。脇本は直前の西武園記念初日12R初日特選で最下位となり、そのまま途中欠場になった影響で、欠場を決めた。なお、脇本の欠場に伴い、初日の特別選抜予選には坂井洋が繰り上がり番組が変更となった[30]。なお、出場した8選手のうち、地元の佐藤慎太郎は4日目の二次予選で[31]、眞杉匠・深谷知広・松浦悠士・新山響平は5日目の準決勝でそれぞれ敗退となった。

- この年に予定されているパリ五輪出場を目指すナショナルチームの選手は、2月の全日本選抜に続き同チームでの活動を優先して欠場の扱いとなった。

- 今開催では、最年少出場は吉田有希（119期、22歳）、最年長出場は内藤宣彦（67期、53歳）。

- 今開催では小倉竜二が選考順位第40位で選出され[3]、2日目第8レースに出走（1着）。これにより連続27回出場となり大会新記録を達成した[注 7]。

- 今開催では、岩津裕介と地元の山崎芳仁が日本選手権競輪連続20回出場を果たし、開会式において表彰式が行われ、記念品が贈呈された[4][16][注 7]。

- 日本選手権競輪で優勝すれば地元でのグランドスラムとなる山崎芳仁は、準決勝4着で惜しくも敗退した。

- 最終日は、第3レース、第4レースと立て続けに再発走（スタートやり直し）となった。

- 今回がGI初優出となったのは、小林泰正と、3連勝で来た岩本俊介[32]。連覇がかかった山口拳矢以外は大会未制覇の、顔ぶれとなった、

- 優勝した平原康多は、2021年の第30回寬仁親王牌・世界選手権記念トーナメント（弥彦競輪場）以来、2年半ぶりとなるGI優勝を果たし、5つ目のGIタイトルを獲得（通算ではGI9回目の優勝）、グランドスラムに王手をかけた（残すはオールスター競輪）。また、今大会を41歳10か月で優勝したことで、日本選手権競輪における最年長優勝記録を更新した（それまでの記録は、第69回大会における村上義弘の41歳8か月）。埼玉勢のダービー制覇は、1977年（第30回）の小池和博以来で4人目。なお、平原にとっては最後の特別競輪優勝となった。